# Mauricio Leal
Mauricio Leal Hernández (Cartago, Valle del Cauca, 24 de noviembre de 1974 - La Calera, Cundinamarca, 22 de noviembre de 2021) fue un estilista colombiano. Mauricio Leal se desempeñaba como un estilista reconocido a nivel nacional por su trabajo a personalidades importantes de Colombia, entre las que se destacaban varias modelos, actrices, cantantes, presentadoras de televisión y reinas de belleza. Sin embargo, Mauricio fue asesinado a manos de su hermano junto a su madre la noche del 22 de noviembre de 2021, a tan solo dos días antes de cumplir 47 años.
Su asesinato generó una gran conmoción dentro del país.

## Trayectoria
Mauricio Leal comenzó su carrera como ayudante en una peluquería de Cali, al mismo tiempo que estudiaba y realizaba trabajos menores. A medida que adquiría experiencia, se hizo de una buena clientela y logró inaugurar su propio salón en 1995 en Bogotá, Colombia, el cual ganó gran reconocimiento y se convirtió en una cadena. Era el encargado personal de ser estilista de personalidades de la televisión colombiana como Carolina Cruz, Lina Tejeiro, Laura Acuña, Cristina Umaña, Andrea Serna, Andrea Nocetti, entre otras.

## Homicidio
El 22 de noviembre de 2021, la policía encontró los cuerpos de Mauricio Leal y su madre en su casa habitación ubicada en el kilómetro 6 vía a La Calera en el lujoso condominio residencial Arboretto, en zona rural al oriente de Bogotá. Los cuerpos presentaban heridas provocadas por un arma punzocortante, y en la escena se encontró una nota supuestamente escrita por Mauricio donde pedía perdón a su madre y al resto de su familia. Esta nota y las posiciones en las que se encontraron los cuerpos, llevaron a que la primera hipótesis de las autoridades fuera un homicidio-suicidio, la cual fue descartada posteriormente.La Fiscalía General de la Nación probó posteriormente que Mauricio Leal fue forzado a escribir la nota antes de morir.

## Responsable del crimen
El 16 de enero de 2022 fue capturado Jhonier Leal, hermano de Mauricio, sindicado como el principal sospechoso del crimen debido a varias inconsistencias entre su declaración y las pruebas entregadas.Una vez legalizada su captura, la Fiscalía General de la Nación procedió a establecer la audiencia de imputación de cargos, los cuales fueron rechazados por Jhonier Leal en primera instancia.
Sin embargo, el 18 de enero, en una segunda audiencia, Jhonier Leal aceptó su responsabilidad en el doble homicidio de su hermano y su madre.

“Me comprometo a que jamás volverá a acontecer una situación de tal magnitud”. Jhonier Leal al aceptar los cargos.

El 27 de febrero de 2024, Jhonier Leal fue hallado culpable tras confirmarse que existía suficiente material probatorio para determinar que él había sido el perpetrador de los hechos criminales. La evidencia presentada en el juicio incluyó toallas, material genético presente en sangre y rastros humanos, información de los teléfonos personales y otros elementos hallados en la escena del crimen. Otras pruebas acreditaron que Leal le proporcionó a su hermano nueve pastillas de un medicamento para dormir, lo cual lo puso en un estado de indefensión.
El 14 de junio de 2024, se celebró la audiencia penal en donde Jhonier Leal fue condenado a 55 años y 3 meses de prisión por el doble homicidio de su hermano y su madre. La condena se basó en los delitos de homicidio agravado y alteración y destrucción de material probatorio. Actualmente cumple su sentencia en la Cárcel de Valledupar.